# خليج كامبريدج (أستراليا)
خليج كامبريدج (بالإنجليزية: Cambridge Gulf)هو خليج يقع على الساحل الشمالي لأستراليا الغربية. تتدفق العديد من الأنهار في الخليج منها نهر أورد، ونهر بنتيكوست، ونهر دراك، ونهر الملك، ونهر فورست.

## الوصف
الخليج يواجه تدفقات اثنين من كبار علمليات المد والجزر في كل يوم بين من 7 أمتار (23 قدم) إلى 9 أمتار (30 قدم). تعد بلدة يندهام، الميناء الرئيسي في المنطقة، والتي تقع على الضفة الشرقية في الجزء السفلي من الخليج، تبعد حوالي 100 كيلومتر (62 ميل) عن طريق البر الغربي والشمال الغربي من كونونورا. يعد خليج كامبريدج خليج ضمن الخليج، ويجري في الطرف الجنوبي من خليج جوزيف بونابرت، في بحر تيمور.

## البيئة
يدعم الشاطئ الغربي للخليج بتلال رملية عالية تقدر بحوالي 30 مترا (98 قدم) إلى 250 مترا (820 قدم) في الطول، مع مستعمرات من أشجار المانغروف والمسطحات الطينية عندما يكون المد منخفضًا. تقف نباتات أيكة ساحلية على هامش منطقة المستنقعات على الساحل الشرقي من الخليج.

## التاريخ
أصحاب ساحل  خليج كامبريدج الرئيسيون هم شعب جديجي. في 17 سبتمبر 1819 قام الملك فيليب باركر الملك بمسح المنطقة على متن القاطعة اتش إم إس البحرية، واستطاع من رسم كامل الساحل الأسترالي الشمالي، وقد هبط في جزيرة لاكروس، حيث لاحظ وجود عمق بحري في الجنوب.